# 2,6-lutidine
2,6-lutidine of 2,6-dimethylpyridine is een organische verbinding met als brutoformule C7H9N. In zuivere toestand is het een kleurloze tot lichtgele olieachtige vloeistof met een indringende geur, die matig oplosbaar is in water. In verdunde toestand heeft 2,6-lutidine de geur van noten.
2,6-lutidine is een natuurlijk voorkomende heterocyclische aromatische verbinding: de stof wordt onttrokken aan steenkoolteer en komt ook voor in beenderolie, dat verkregen wordt uit beenderkool.

## Synthese
Hoewel 2,6-lutidine uit de natuur kan ontgonnen worden, wordt zij ook synthetisch bereid. De voornaamste methode betreft de Hantzsch-pyridinesynthese, uitgaande van ethylacetoacetaat (de β-ketocarbonylverbinding), formaldehyde en ammoniak in een verhouding 2:1:1, in de aanwezigheid van dimethylamine.

## Eigenschappen en toepassingen
2,6-lutidine is door aanwezigheid van twee methylgroepen naast het heterocyclische stikstofatoom een zwak nucleofiel. Deze sterische hindering zorgt ervoor dat de stof als een milde organische base kan worden ingezet, die voornamelijk het meest toegankelijke (oftewel het minst sterisch gehinderde) proton onttrekt. Het is structureel verwant met 2-methylpyridine (α-picoline).

## Toxicologie en veiligheid
2,6-lutidine is ontvlambaar en schadelijk bij contact met de huid of ogen. Het is een persistente stof die moeilijk degradeert in het milieu. Dit is te wijten aan de aanwezigheid van de twee methylgroepen op de aromatische ring.